# Coppa Italia 2013-2014 (pallavolo maschile)
La Coppa Italia di pallavolo maschile 2013-2014 si è svolta dal 29 gennaio al 9 marzo 2014: al torneo hanno partecipato 8 squadre di club italiane e la vittoria finale è andata per la prima volta alla Pallavolo Piacenza.

## Regolamento
Le squadre hanno disputato quarti di finale, semifinali e finale.

## Torneo

### Tabellone
|  | Quarti di finale | Quarti di finale | Quarti di finale   |                    |                    | Semifinali | Semifinali | Semifinali |  |  | Finali | Finali   | Finali |
|  |                  |                  |                    |                    |                    |            |            |            |  |  |        |          |        |
|  | 2                | Piacenza         | 3                  |                    |                    |            |            |            |  |  |        |          |        |
|  | 7                | Callipo          | 0                  |                    |                    |            |            |            |  |  |        |          |        |
|  | 7                | Callipo          | 0                  |                    | 2                  | Piacenza   | 3          |            |  |  |        |          |        |
|  |                  |                  |                    |                    | 2                  | Piacenza   | 3          |            |  |  |        |          |        |
|  |                  | 3                | Trentino           | 1                  |                    |            |            |            |  |  |        |          |        |
|  | 3                | 3                | Trentino           | 1                  | Trentino           | 3          |            |            |  |  |        |          |        |
|  | 3                |                  |                    |                    | Trentino           | 3          |            |            |  |  |        |          |        |
|  | 6                | Modena           | 1                  |                    |                    |            |            |            |  |  |        |          |        |
|  |                  |                  |                    |                    |                    |            |            |            |  |  | 2      | Piacenza | 3      |
|  |                  |                  | 4                  | Sir Safety Perugia | 0                  |            |            |            |  |  |        |          |        |
|  | 1                | Lube             | 3                  |                    |                    |            |            |            |  |  |        |          |        |
|  | 8                | Piemonte         | 0                  |                    |                    |            |            |            |  |  |        |          |        |
|  | 8                | Piemonte         | 0                  |                    | 1                  | Lube       | 2          |            |  |  |        |          |        |
|  |                  |                  |                    |                    | 1                  | Lube       | 2          |            |  |  |        |          |        |
|  |                  | 4                | Sir Safety Perugia | 3                  |                    |            |            |            |  |  |        |          |        |
|  | 4                | 4                | Sir Safety Perugia | 3                  | Sir Safety Perugia | 3          |            |            |  |  |        |          |        |
|  | 4                |                  |                    |                    | Sir Safety Perugia | 3          |            |            |  |  |        |          |        |
|  | 5                | BluVolley Verona | 0                  |                    |                    |            |            |            |  |  |        |          |        |

### Risultati

#### Quarti di finale
| 29 gennaio 2014 - ore 20:30 PalaFontescodella, Macerata | Lube               | 3 - 0 | Piemonte         | 25-20, 25-21, 25-23        |
| 29 gennaio 2014 - ore 20:30 PalaEvangelisti, Perugia    | Sir Safety Perugia | 3 - 0 | BluVolley Verona | 25-19, 26-24, 25-19        |
| 29 gennaio 2014 - ore 20:30 PalaBanca, Piacenza         | Piacenza           | 3 - 0 | Callipo          | 25-16, 25-23, 25-18        |
| 29 gennaio 2014 - ore 20:30 PalaTrento, Trento          | Trentino           | 3 - 1 | Modena           | 21-25, 25-13, 25-20, 25-23 |

#### Semifinali
| 8 marzo 2014 - ore 16:00 PalaDozza, Bologna | Lube     | 2 - 3 | Sir Safety Perugia | 25-22, 18-25, 25-23, 23-25, 9-15 |
| 8 marzo 2014 - ore 18:30 PalaDozza, Bologna | Piacenza | 3 - 1 | Trentino           | 25-23, 24-26, 25-19, 25-21       |

#### Finale
| 9 marzo 2014 - ore 18:00 PalaDozza, Bologna | Piacenza | 3 - 0 | Sir Safety Perugia | 28-26, 25-21, 25-19 |